# Añana
Añana és un municipi d'Àlaba, de la Quadrilla d'Añana. El municipi està compost per dos pobles, Atiega i Salinas de Añana, que és la capital i principal nucli de població. Atiega forma un concejo regit per una junta administrativa i dotat de certa autonomia interna, mentre que Salines de Añana és administrat directament pel municipi. Salines de Añana és famós per la seva explotació de sal, avui abandonada però en procés de restauració. Fins a 1997 el municipi es deia també Salinas de Añana.

## Salinas de Añana
Salinas de Añana (en euskera Gesaltza Añana i oficialment Salinas de Añana/Gesaltza-Añana) és el principal nucli de població i cabdal del municipi de Añana. Salinas de Añana posseeix deus d'aigua salada que formen el riu Muera, deguts que els cursos subterranis d'aigua travessen sediments de sal abans de sortir a la superfície i l'explotació de la qual està documentada des del 822. La salina de la Vall salada juntament amb les de Poza de la Sal han estat les més importants de tota la península Ibèrica.
En l'edat mitjana les Salines de Añana van florir amb el comerç de la sal, sent fundada la població en 1126 per Alfons I i constituint-se en la vila més antiga d'Àlaba pels furs atorgats en 1140 per Alfons VI de Castella. Les salines estan abandonades des de mitjans del segle xx i les seves fustes es van degradar ràpidament. No obstant això recentment es declararen Monument històric i ara estan en procés de restauració a causa del seu valor etnogràfic i turístic. Altres monuments destacables de la localitat són el convent de Comendadoras de Sant Joan d'Acre d'origen templer, l'església de Santa María de Villacones (segles xiii al xv), la medieval Casa Palatina de les Ozpinas i el barroc Palau dels Herrán (segle xvii).